# Сащенко, Евгений Константинович
Евгений Константинович Сащенко (12 сентября 1947 года, Пархим, Германия — 2 января 1995 года, Грозный, Чечня, Россия) — советский и российский военный, участник первой Чеченской войны. Начальник артиллерии 131-й отдельной Краснодарской Краснознамённой орденов Кутузова и Красной Звезды казачьей мотострелковой бригады, полковник. Кавалер ордена Мужества (посмертно).

## Биография
Родился 12 сентября 1947 г. в г. Пархим ГДР. Окончил Краснодарский политехнический институт.
В Вооруженных Силах с 05.04.1971 г.
Окончил Военную артиллерийскую академию им. М.И. Калинина (1980).
- 08.1971—I0.I97I Командир огневого взвода - старший офицер на батареи СКВО
- I0.I97I—05.1974 Командир батареи СКВО
- 05.1974—II.1975 Заместитель командира дивизиона СКВО
- II.1975—08.1977 Заместитель начальника штаба попка СКВО
- 08.1977—06.1980 слушатель Военной артиллерийской академии им. М.И. Калинина
- 06.1980—09.1983 Заместитель командира полка ЗакВО
- 09.1983—II.1985	Командир кадра реактивного артиллерийского попка ЗакВО
- II.1985—07.1991	Командир артиллерийского попка ЗакВО
- 07.1591—05.1992	Командир 256-го артиллерийского попка СКВО
- 05.1992—10.1992	Начальник ракетных войск и артиллерии дивизии СКВО
- 19.1992 1.1.1995 начальник артиллерии 131-й отдельной Краснодарской Краснознамённой орденов Кутузова и Красной Звезды казачьей мотострелковой бригады 67-го армейского корпуса СКВО.

Принимал участие в миротворческих операциях на территории Северной Осетии и Ингушетии.
Принимал участие в боевых действиях на территории Чеченской Республики с декабря 1994 года. Награждён Орденом Мужества (посмертно). В представлении к награде отмечено: 

Выполняя Постановление Правительства Российской Федерации по разоружение незаконных вооруженных формирований в Чеченской Республике в составе 131-й отдельной мотострелковой бригады при исполнении воинского долга по защите безопасности Российской Федерации и её государственных интересов прояви стойкость и мужество.
31 декабря 1994 года первая штурмовая группа бригады возглавляемая командиром бригады полковником Савиным И.А., в состав которой входил начальник артиллерии бригады полковник Сащенко Е. К., выполнив боевую задачу, овладела железнодорожным вокзалом города Грозного и закрепилась в нем. В ходе непрерывных атак боевиков на подразделения бригады полковник Сащенко Е. К, будучи контуженные, умело осуществлял корректировку огня своей артиллерии, которая наносила удары в самые критические моменты боя.
В перерывах между атаками вместе с заместителем командира бригады по воспитательной работе подполковником Конопадским В.И. оказывали помощь раненым и подбадривали уставших.
После того как было принято решение на прорыв из окружения, полковник Сащенко Е. К, командир бригады и заместитель командира бригады по воспитательной работе возглавили отход на 3-х оставшихся исправными БМП, погрузив на них всех раненых и контуженных.
Во время прорыва БМП были подбиты боевиками, полковник САЩЕНКО Е.К. был контужен второй раз, но несмотря на это организовали круговую оборону и отражали атаки боевиков еще в течение нескольких часов, укрыв раненых в развалинах дома.
В ходе боя командир бригады был убит. Несмотря на ураганный огонь боевиков, полковник САЩЕНКО Е.К., прикрываясь стеной здания, погрузил тело командира бригады и оставшихся раненых в брошенную легковую машину и на большой скорости прорвался из окружения на улицу Первомайскую. Впоследствии машина с телом командира бригады и расстрелянными ранеными была найдена на улице Первомайской в 500 метрах от места последнего боя.
Дапьнейшая судьба полковника Сащенко Е. К. неизвестна.
ВЫВОД: За мужество и отвагу, смелые и решительные действия, совершенные при исполнении воинского долга в условиях, сопряженных с риском для жизни достоин награждения орденом Мужества.
— 
Пропал без вести 01.01.1995 г.
Награжден медалью ордена «За заслуги перед Отечеством» II степени, орденом Мужества (посмертно).
Решением Ростовского гарнизонного военного суда объявлен умершим.

## Награды
- Орден Мужества (посмертно)
- Медаль ордена «За заслуги перед Отечеством» II степени
- Юбилейная медаль «60 лет Вооружённых Сил СССР»[2]
- Юбилейная медаль «70 лет Вооружённых Сил СССР»[3]
- Медаль «За безупречную службу» I степени
- Медаль «За безупречную службу» II степени
- Медаль «За безупречную службу» III степени

## Семья
Был женат, имел взрослых детей

## Память

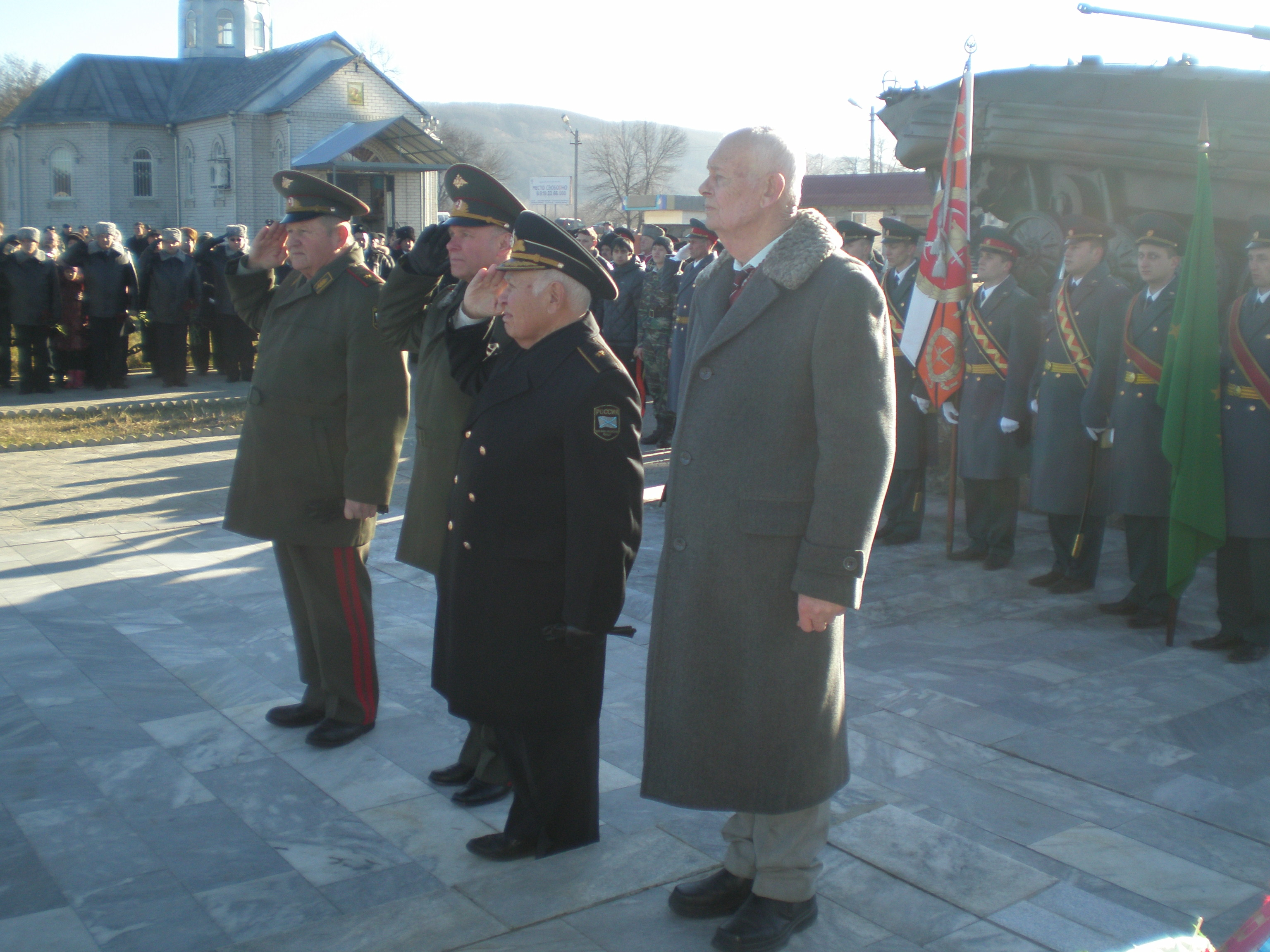
В День памяти погибших в локальных конфликтах у Памятника воинам бригады. Генералы Дорофеев, Колягин, адмирал Тхагапсов, и генерал-лейтенант Щепин, Майкоп, 2 января 2013 года

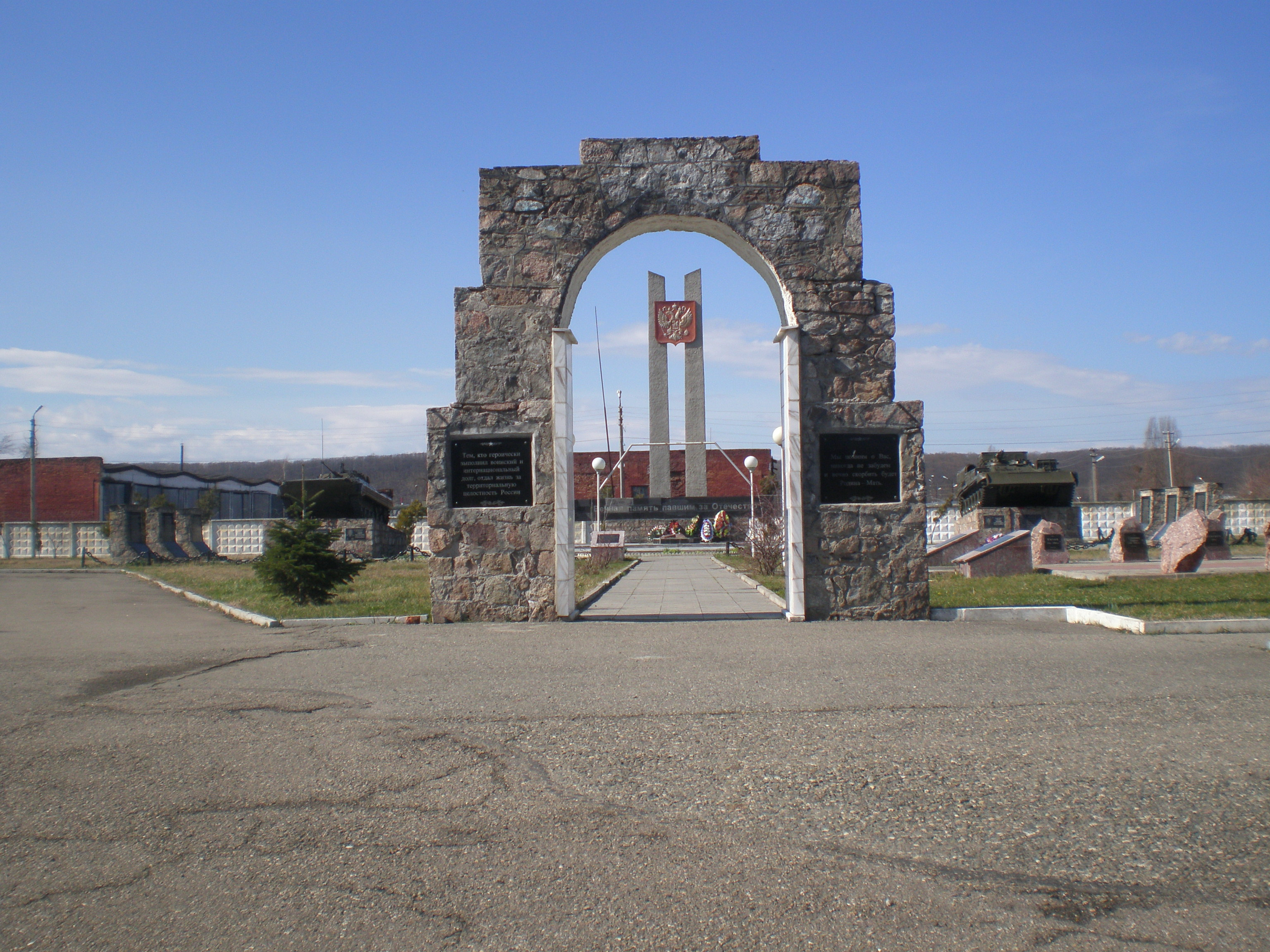
Мемориал воинам, павшим в локальных конфликтах, Майкоп

- 2 января в Адыгее Законом республики установлен День памяти воинов, погибших в локальных конфликтах[4];

В Майкопе воздвигнут Мемориал воинам, павшим в локальных конфликтах и установлена мемориальная доска, погибшим воинам. Каждый год 2-го января на мемориале проводится торжественно-траурная перекличка погибших воинов.